# Jérôme Becker

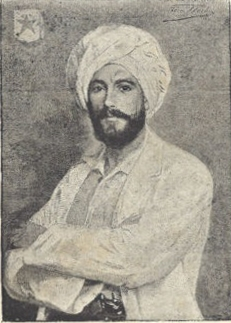
Jerome Becker

Jérôme Jacques Becker (* 21. August 1850 in Kalmthout, Belgien; † 30. März 1912 in Antwerpen, Belgien) war ein belgischer Artillerieoffizier und Forschungsreisender, der im Auftrag der Internationalen Afrika-Gesellschaft (AIA) und des Kongo-Freistaats mehrere Expeditionen nach Zentralafrika leitete und an einigen der frühesten Erkundungen der AIA in diesem Gebiet teilnahm.

## Biographie
Becker wurde als Sohn von Guillaume-Joseph Becker und Anne-Marie Anthonissen geboren. Nach dem Schulbesuch trat er dem Artillerie-Regiment 5 bei, bevor er zum Militärkartographie-Institut versetzt wurde. In dieser Funktion wurde er erstmals 1880 unter Jules Ramaeckers nach Zentralafrika geschickt, reiste nach Karema, wo er sich sowohl mit Mirambo als auch mit Tippu-Tip anfreundete. Als Ramaeckers am 25. Februar 1882 starb, wurde Becker Interimsgouverneur, bis der offizielle Nachfolger von Ramaeckers, Émile Storms, ankam. Nach der Ankunft von Storms griffen Dorfbewohner unter ihrem Oberhaupt Yassagula die belgische Station an und veranlassten Becker, einen Gegenangriff mit seinen Askaris zu führen und das Dorf zu zerstören.
1884 erhielt Becker den Auftrag, eine Expedition von Sansibar aus zum Tanganjikasee zu leiten. Sein Auftrag war, eine Verbindung zwischen einer Reihe dort eroberter Bomas mit Stationen zu schaffen, die er weiter im Landesinneren des Kongo zu gründen hätte. Becker beabsichtigte, bis nach Nyangwe am Fluss Lualaba ins Landesinnere vorzudringen. Jedoch verhinderten logistische Probleme und eine Krankheit Beckers, dass die Expedition Sansibar bis zum 15. Mai 1885 verlassen konnte und Becker gab das Kommando an Adolphe Durutte ab. 1885 kehrte er als Distriktkommissar in den Kongo zurück. Aufgrund seiner Sympathien für die arabischen Führer Sansibars wurde er 1889 in den Distrikt Stanley Falls des Kongo-Freistaats geschickt, um dort die guten Beziehungen zu Tippu-Tip und seinen Anhängern wiederherzustellen. Dieser hatte de facto die Macht in dieser Region inne und war zwei Jahre zuvor zum Angestellten und Gouverneur dieses Teils des Freistaats ernannt worden, inklusive Entlohnung. Obwohl er keine dauerhaften Verträge mit Tippu-Tip abschließen konnte, erwarb er viel Elfenbein von ihm und brachte seinem Sohn Sefu bin Hamid bei, Suaheli im Lateinischen Alphabet zu schreiben. Beckers Einsatz und seine Sympathien für die Araber führten allerdings letztlich zu seinem Sturz im offiziellen Ansehen, was zu seinem Rücktritt führte. Anschließend verbrachte er einige weitere Zeit bei den Arabern und erkundete die Region mit ihren Handelsparteien, bevor er 1890 oder 1891 kurz vor Ausbruch des Kongo-Arabischen Krieges nach Europa zurückkehrte.
In Belgien wurde Becker der Grausamkeit gegenüber Afrikanern und des versuchten Mordes an Jules Ramaeckers angeklagt, jedoch einstimmig freigesprochen, wobei sich letztere Anklage durch einen Brief Ramaeckers, der kurz nach dem mutmaßlichen Mordversuch datierte, als falsch herausstellte. Becker ging kurz darauf in den Ruhestand und verbrachte einige Zeit in Madagaskar und Saint-Domingue, bevor er 1902 zum Inspektor für Sprengstoffe in Lillo ernannt wurde. Er starb am 30. März 1912 in Antwerpen an einem durch einen Sturz verursachten Schlaganfall.
Becker glaubte, dass der arabische Sklavenhandel eine hervorragende Institution sei und dass Afrikaner als Sklaven glücklicher seien als freie Männer, und beschrieb Tippu Tibs Sklaven als "glücklich, treu und hingebungsvoll”.

## Auszeichnungen
- Kongo-Freistaat: Service Star[3]
- Osmanisches Reich: Mecidiye-Orden[3]